# عمر بن علي
أبُو القاسِم عُمَر الأطْرَف بن عَلِيُّ بن أبي طالِب بن عبد المُطَّلِب الهاشِميُّ القُرَشيُّ، هو ابن علي بن أبي طالب  أمه الصهباء التغلبية، اختلف في ضبط اسمه، فقيل عمر، وقيل عمرو، وشقيقته هي رقية الكبرى، ويذكر ابن أبي الثلج البغدادي ويضيف أن له شقيق وهو العباس الأصغر، وعمر الأطرف هو أخو الحسن والحسين من الأب.
ولد عمر الأطرف عام 13 هـ، في المدينة المنورة، وذلك في أيام خلافة الخليفة الثاني عمر بن الخطاب، وهو الملقب بالأطرف، وهو من أصحاب علي والحسن والحسين، وكان شجاعاً وسخياً وفصيحاً ومحدثاً وفقيهاً، وتزوج أسماء بنت عقيل بن أبي طالب، وأنجبت له محمداً وأم موسى وأم يونس وأم حبيب، وذكر المجدي بأن والدة أم حبيب هي أم عبد الله بنت عقيل، وله زوجات أخريات وأولاد آخرون، يرى البعض بأن عمر بن علي تخلف عن نصرة أخيه الحسين بن علي، وأما البعض الآخر يذهب بأنه حضر معركة كربلاء لكنه لم يقتل، وقد عُمِّر عمر حتى بلغ خمساً وثمانين سنة وحاز نصف ميراث علي بن أبي طالب، وقد توفي عمر الأطرف في ينبع حسب ماذكر البعض.

## بداية حياته

### نسبه
- هوَ: عمر (أو عمرو)[24] بن علي بن أبي طالب بن عبد المطلب بن هاشم بن عبد مناف[25] بن قُصَي[26] بن كلاب بن مرة بن كعب بن لؤي بن غالب بن فهر بن مالك بن النضر بن كنانة بن خزيمة بن مدركة بن إلياس بن مضر بن نزار بن معد بن عدنان.[27] وعلي هو أول أئمة أهل البيت عند الشيعة،[28] وأحد العشرة المبشرين بالجنة ورابع الخلفاء الراشدين عند أهل السنة والجماعة.[29][30]

### ولادته
ولد عمر الأطرف في شهر جمادى الأولى من عام 13 هـ في المدينة المنورة توأماً مع رقية الكبرى، في عهد عمر بن الخطاب، قال الذهبي في سير أعلام النبلاء: «ومولده في أيام عمر فعمر سماه باسمه ونحله غلاما اسمه مورق». وقيل أنه ولد بعد سنة 27 هـ.

### اسمه
اختلف في ضبط اسمه، قيل عمر وقيل عمرو، وروى ابن أبي شيبة الكوفي روايات فيها بأن اسمه عمرو، ومنها: «حدثنا خالد بن مخلد قال: حدثني موسى قال أخبرني محمد بن عمرو بن علي عن علي بن أبي طالب قال: أول من دفن بالبقيع...»، وفي رواية أخرى: «حدثنا أبوا أسامة عن عبد الله بن محمد بن عمرو بن علي قال حدثني أبي....»، وكذلك اليعقوبي حيث ذكر في تعداد أبناء علي بن أبي طالب وسماه حيث قال: «وعمرو، أمه أم حبيب بنت ربيعة البكرية»، وكذلك القاضي النعمان المغربي سماه عمرو.
ويروي الترمذي رواية ويظهر فيها بأن اسمه عمر، وهي: «حدثنا صالح بن عبد الله، أخبرنا الفرج أبو فضالة الشامي عن يحيى ابن سعيد عن محمد بن عمر بن علي عن علي بن أبي طالب قال:
قال رسول الله.»، وروى ابن بابويه القمي: «عمر بن علي بن أبي طالب، عن أبيه علي بن أبي طالب...»، وسماه الشيخ المفيد باسم عمر حيث قال: «وعمر ورقية كانا توأمين، وأمهما أم حبيب بنت ربيعة.».
روى ابن شبة النميري في سبب التسمية بعمر: «حدثنا عيسى بن عبد الله بن محمد بن عمر بن علي بن أبي طالب قال، حدثني أبي، عن أبيه، عن علي بن أبي طالب رضي الله عنه قال: ولد لي غلام يوم قام عمر رضي الله عنه فغدوت عليه فقلت له: ولد لي غلام هذه الليلة، فقال: ممن؟ قلت: من التغلبية، قال: فهب لي اسمه، قلت: نعم، قال: فقد سميته باسمي ونحلته غلامي موركا - قال: وكان نوبيا - قال: فأعتقه عمر بن علي بعد ذلك، فولده اليوم مواليه.».
وفي رواية أخرى رواها ابن عساكر بصيغة أخرى: «أخبرنا أبو الحسين بن الفراء وأبو غالب وأبو عبد الله ابنا البنا قالوا أنا أبو جعفر بن المسلمة أنا أبو طاهر المخلص أنا أحمد بن سليمان نا الزبير حدثني محمد بن سلام قال قلت لعيسى بن عبد الله بن محمد بن عمر بن علي بن أبي طالب: كيف سمى جدك علي عمر؟ فقال: سألت أبي عن ذلك، فأخبرني عن أبيه عن عمر بن علي بن أبي طالب قال: ولدت لأبي بعدما استخلف عمر بن الخطاب، فقال له ولد لي الليلة غلام. فقال هبه لي. فقلت هو لك. قال قد سميته عمر ونحلته غلامي مورق. قال فله الآن ولد كبير. قال الزبير فلقيت عيسى بن عبد الله فسألته فخبرني بمثل ما قال محمد بن سلام».
حاول الشهرستاني التوفيق بين موقف الشيعة من عمر بن الخطاب وبين هذه الرواية فقال: «والإمام استجاب لطلب عمر لأنه لو لم يقبل بذلك لتسببت له مشاكل كثيرة هو في غنى عنها لان الإسلام في مرحلة التأسيس وعليه الحفاظ على بيضة الإسلام.»، وقال العاملي: «ولذا لا مانع أن يسمي بعض أولاده بأسمائهم، خاصة إذا طلب عمر منه أن يترك له تسمية ولده، ويسميه باسمه! كما روى ابن عساكر في تاريخ دمشق...».
ولم يقبل عبد الله بن علي الرستم الأحسائي الروايات التي تقول بأن الخلفية عمر بن الخطاب سماه، وسجل عليها انتقادات حيث قال:
«أن بعض علماء الحديث ضعفوا عيسى بن عبد الله بن محمد ورموه بنعوت الضعف كلها كابن حبان في الثقات، والضعفاء للأصبهاني وغيرهما، فهل يبقى لهذه الرواية مصداقية؟!، بينما الشيخ الطوسي يعده من مصنفي الأمامية حيث قال: له كتاب، وأنه من أصحاب الإمام جعفر بن محمد الصادق عليه السلام. من جانب آخر لو رجعنا إلى تاريخ ولادة عمرو الأطرف فإنها ستكون بعد وفاة الخلفية عمر بن الخطاب عام (25 هـ)، ذلك أن معظم النسابين ومن ترجم لعمرو  الأطرف يذكرون أنه أصغر ولد أبيه، فكيف تكون تسميته عن طريق الخلفية عمر بن الخطاب؟!، يضاف إلى ذلك أنه ولد لأمير المؤمنين عليه السلام بعد وفاة عمر بن الخطاب، العباس من أم البنين وإخوته الثلاثة، فالعباس ولد عام (26 هـ) وتلاه أخوته الثلاثة، مما يعني أن الأطرف ولد بعد وفاة الخلفية الثاني وبعد العباس بن أمير المؤمنين. ثم أين الخادم (مورق) الذي أهداه الخليفة الثاني للأطرف؟!. حيث لا نجد له ذكراً في حياة الأطرف بل الروايات ذكرت بأن له خادما اسمه (مودود)؛ ولم تذكر بأن له خادماً غيره. ومن ضمن تلك القرائن. الروايات الواردة في بعض المصئفات الحديثية، فمنهم من يذكره بأنه عُمّر وآخرون يذكرونه باسم عمرو، ولذا سنلتزم، بإيراد الرواية كما هي سواءً ورد اسمه باسم عُمّْر أو عمْرو، والذي أعجبُ منه أن علماء الرجال والنسّابين لم يحققوا في هذه المسألة رغم أنها محل خلاف كما ذكرنا، إلا أن يكون ذلك لنظرة أخرى كأن يكون الاختلاف لا يعني شيئاً لهم فهذا أمرٌ آخر، وإن كانت بعض كتب الأنساب أو الرجال تركز على مثل هذه المسائل. والذين ذكروا بأن اسمه عمرو هم: ابن داود في رجاله، والقاضي المغربي في شرح الأخبار، وأبو سعيد العلائي في جامع التحصيل، والمزّي في تهذيب الكمال، والنيسابوري في المستدرك على الصحيحين، وغيرهم، وهذا ما سيتبين في فصل (المرويات) التي تذكر تارة اسم عْمّر في السند، وعمرو في أسانيد أخرى، وعلى فرض كثرة الروايات التي تقول بأن اسمه عُمّر إلا أن ذلك ليس بحجّة، لأنها لم تناقش من قبل المختصين، ولعل المحدثين تساهلوا في النقل دون التركيز على الاسم.».

## من سيرته
كان مع والده في أغلب الوقائع وكان جنبا إلى جنب مع الحسن والحسين في وقائعهما، ولكن بقي عمر مغمور الذكر قياساً بأخويه لأنهما ابنا فاطمة الزهراء بنت الرسول محمد بن عبد الله.يصفه المؤرخ خليفة بن خياط بالرجل الغيور والعالم الفذ في علوم الدواية ويقول انه توفي في معارك مصعب بن الزبير وهناك رواية تذكر انه هو) المدفون في مدينة مزار شريف في المسجد الازرق (وهناك رفاته وما يرجحها عدم وجود قبر معروف له وقد يكون حملت رفاته إلى هناك خوفا عليها من التمثيل به فدفن في بلخ لبعدها عن مركز الصراع السياسي الدائر وهذا ما يفسر لنا سكن احفاده بلاد بلخ وهم أول من سكنها من العلويين، وهو تابعي ثقة، له ابن اسمه محمد، والدراسات التاريخية تقول ان صاحب المرقد هو علي بن أبي طالب البلخي «نقيب العلويين وشيخ الحنفية في بلخ في عصره».
يروى إن عمر بن علي حضر كربلاء وكان مريضا ولذلك لم يقتل، (عمدة الطالب) ط بمبي ص328، (السلسلة العلوية) ط النجف 96/97 . وجاء في تهذيب التهذيب 7: 485 ط حيدر أباد دكن أن عمر الأطرف روى عن أبيه، وعنه أولاد محمد وعبيد الله وعلي، وأبو زرعه عمرو بن جابر الحضرمي. وقال مصعب كان أخر ولد علي وفاة الأجل، وقال ألعجلي كان ثقة، ثم قال: وذكره ابن حبان في الثقات وقال: قتل سنة 67هـ، وقال خليفة: قتل مع مصعب بن الزبير أيام المختار وقيل عمره 77 سنة وقيل 75 سنة.
فغدوت عليه، فقلت له: ولد لي غلام هذه الليلة
قال: ممن؟
قلت: من التغلبية
قال: فهب لي اسمه
قلت: نعم
قال: سميته باسمي ونحلته غلامي موركاً، قال: وكان نوبيا
قال: فأعتقه عمر بن علي بعد ذلك فولده اليوم مواليه
لقب بالأطرف وعرف باسم عمر الاطرف وسبب لقبه هذا، لأنه من أولاد علي بن أبي طالب من أم غير فاطمة بنت النبي محمد 
قيل انه وفد مع أبان بن عثمان على الوليد بن عبد الملك يسأله ان يوليه صدقة أبيه علي بن أبي طالب، وكان يليها يومئذ ابن اخيه الحسن بن الحسن بن علي
وقيل أنه خاصم علي بن الحسين زين العابدين إلى الخليفة الاموي عبد الملك بن مروان في صدقات النبي وعلي. فقد ذكر الشيخ المفيد في كتابه الإرشاد ما نصه:
- روى هارون بن موسى قال: حدثنا عبد الملك بن عبد العزيز قال: لما ولي عبد الملك بن مروان الخلافة رد إلى علي بن الحسين صدقات رسول الله وعلي بن أبي طالب، وكانتا مضمومتين، فخرج عمر بن علي إلى عبد الملك يتظلّم إليه من نفسه، فقال عبد الملك: أقول كما قال ابن أبي الحقيق:

وقيل ان هذه القضية كانت مع الوليد بن عبد الملك.

## من ترجم له
ورد ذكر ترجمة عمر بن علي بن ابي طالب، في الكثير من كتب التراجم والرجال وندرج بعض من هذه التراجم:
- العلامة النمازي: عمر بن علي من أصحاب أمير المؤمنين والحسن والحسين. وهذا عمر الأطرف، كما يقال لعمر بن علي بن الحسين: عمر الأشرف. عمر، ورقية، كانا توأمين أمهما الصهباء، ويقال: أم حبيب التغلبية. يمكن أن يقال: إن له مصداقين: أحدهما عمر الأكبر، والثاني عمر الأصغر، كما يستفاد مما يأتي، من كتاب تذكرة الخواص: النسل من ولد مولانا أمير المؤمنين لخمسة: الحسن والحسين ومحمد بن الحنفية وعمر الأكبر والعباس. وأما عمر الأكبر فعاش خمسا وثمانين سنة حتى حاز نصف ميراث علي. وروى الحديث. وكان فاضلا. وتزوج أسماء بنت عقيل بن أبي طالب، فأولدها محمدا وأم موسى وأم حبيب - إلخ. أقول: يستفاد من تصريحه بعمر الأكبر وأنه عاش خمسا وثمانين: أنه لم يكن من شهداء الطف، وأن له عمر الأصغر وهو من الشهداء. فله ابنان يسميان بعمر الأصغر والأكبر. فالأصغر وأمه الصهباء كان من شهداء الطف. والأكبر بقي إلى خمس وثمانين سنة. فيكون له عمران، كما أن له محمدين: أحدهما من شهداء الطف، والثاني محمد بن الحنفية - بل له ثلاثة أولاد تسمي بمحمد - وكما أن له عباسيين وعثمانيين وجعفرين. وكما أن للحسين ثلاثة يسمون بعلي، ولعلي بن الحسين الحسين والحسين الأصغر. وكذلك غيرهم، فأما عمر الأصغر فمن شهداء الطف. وأما عمر الأكبر فبقي إلى خمس وثمانين سنة . وتظلم إلى عبد الملك بن مروان من ابن أخيه.[21]
- ذكره ابن حجر العسقلاني في تضمينات على ثقات العجلي عمر بن علي بن أبي طالب تابعي ثقة.[56]
- ذكره ابن الأثير الجزري في أبناء علي بن أبي طالب من الصهباء بنت ربيعة التغلبية.[22]

## وجوده بكربلاء
دعاه اخيه الحسين للمسير معه إلى كربلاء لكنه ابى الذهاب معه، ولما بلغه مقتل الحسين خرج إلى داره في معصفرات له، وقال: أنا الفتى الحازم ولو كنت خرجت معهم لقتلت، وقد اشتبه بعض المؤرخين بأنه كان مع اخيه الحسين بن علي في كربلاء وقتل فيمن قتل بالمعركة، وذلك لورود أخبار وروايات كثيرة تفيد أن عمر بن علي قد بايع عبد الله بن الزبير، ومن ثم بايع الحجاج، وعبد الملك بن مروان.، وأما البعض الآخر يذهب بأنه حضر معركة كربلاء لكنه لم يقتل، وقد توفي عمر الأطرف في ينبع سنة 88 هـ، حسب ماذكر البعض.

## أقوال العلماء فيه
اعتبره علماء تراجم الرجال والجرح والتعديل من التابعيين وذكره العجلي بأنه تابعي ثقة.

## أحاديثه
ضمت اغلب الكتب الحديثية والروائية لدى الفريقين الكثير من احاديث عمر بن علي بن أبي طالب وقد وردت عن ابنائه المتعاقبين وعن التابعين
- حدثنا أحمد بن محمد بن زياد القطان، قال: حدثني أبو الطيب أحمد بن محمد بن عبد الله، قال: حدثني عيسى بن جعفر بن محمد بن عبد الله بن محمد بن عمر بن علي ابن أبي طالب، عن آبائه، عن عمر بن علي، عن أبيه علي بن أبي طالب أن النبي سئل عن البتول، وقيل له: سمعناك، يا رسول الله، تقول: إن مريم بتول، وفاطمة بتول فما ذاك . فقال: البتول التي لم تر حمرة قط .

أي لم تحض، فإن الحيض مكروه في بنات الأنبياء 
- عن عيسى بن عبد الله، عن أبيه عبد الله بن محمد بن عمر بن علي بن أبي طالب عن أبيه، عن جده، عن علي قال : سألت رسول الله عن الرجل ينام فيرى الرؤيا فربما كانت حقا وربما كانت باطلا فقال رسول الله (صلى الله عليه وآله وسلم): يا علي ما من عبد ينام إلاّ عرج بروحه إلى ربّ العالمين فما رأى عند ربّ العالمين فهو حق ثمّ إذا أمر الله العزيز الجبار برد روحه إلى جسده فصارت الروح بين السماء والأرض فما رأته فهو أضغاث أحلام [60]
- عن ابن اسحاق : حدثنا عمر بن علي قال : حدثنا حجاج عن الحكم عن مقسم عن ابن عباس قال : اعتق رسول الله (ص) من خرج اليه من غلمان الطائف.[58]

## أساتذة في الرواية[61]
- العباس بن عبد المطلب .
- علي بن أبي طالب .

## تلامذة في الرواية
- عبد الله بن وهب القُرشي .
- محمد بن عمر بن علي بن أبي طالب .[62]
- يحيى بن زرعة .
- محمد بن عمر بن علي بن الحسين بن أبي طالب .

## وفاته
نقل الطبري في تاريخه أن عمر بن علي قد يكون توفي في ينبع دون أن يحدد تاريخ الوفاة، وقد قال ما نصّه: ”حتى بلغ خمساً وثمانين سنة فحاز نصف ميراث علي ومات بينبع“، وأما الذهبي فقد نقل احتمال مقتله مع مصعب بن الزبير إلا أن استشكل في صحة ذلك بقوله: ”ويقال: قتل عمر مع مصعب بن الزبير. ولا يصح بل ذاك أخوه عبيد الله بن علي“ وقيل انه قتل مع من قتل ابان ثورة المختار الثقفي، ويرجح الباحث جمال الدين فالح الكيلاني أن وفاته كانت سنة 72 هـ وهو المشهور.

## أولاده وذريته
ولد عمر بن علي بن أبي طالب، ستة، منهم ثلاث نساء، هن: أم حبيب أمها أم عبد الله بنت عقيل، وأم موسى وأم يونس أمهما أسماء بنت عقيل ابن أبي طالب. والرجال: محمد، وعلي، وأبو إبراهيم إسماعيل، المعقب منهم محمد وحده ويكنى أبا عمر وأمه أسماء بنت عقيل بن أبي طالب بنت عم أبيه، مات محمد ابن عمر وله ثلاث وستون سنة. وكان أحد رجال نبي هاشم عقلا ونبلا ودينا «، وحضر يوما» في مجلس ابن عمه زين العابدين علي بن الحسين، فتكلم محمد فأعجب عليا «فضله فمدحه فقال: فخري وشرفي طاعتي اياك يا بن عم ومحبتي لك، فقال له: يا بن عم قد أنكحتك بنتي خديجة، وهي عندي بالمنزلة التي تعرف، فقام إليه وقبل رأسه، وقال: وصلتك رحم يا بن عم وأخذها، فأولدها أولادا»، وكانت عنده في المنزلة الرفيعة .
وولد أبو عمر محمد بن عمر الاطرف ابن علي بن أبي طالب ثمانية أولاد، منهم البنات أربع: فاطمة، وأم موسى، وكلثوم، وأم هاني، والرجال: عبد الله، وعبيد الله، وجعفر، وعمر. فأما عمر بن محمد بن عمر، فأمه خديجة بنت علي بن الحسين مات وله سبع وخمسون سنة، وكان له من الولد تسعة منهم البنات ثلاث، هن: حبيبه. وحسنة، وفاطمة، والرجال: أبو الحسن إبراهيم، وأبو الحمد إسماعيل واسحاق، وموسى، ومحمد، وعبد الله. فاما محمد بن عمر بن محمد بن عمر، فكان لام ولد، ووقع إلى الهند وغاب خبره. وأما إسماعيل وهو لام ولد، وله ذيل ضاف، ومن ولده عمر بن إسماعيل ابن عمر بن محمد بن عمر الاطرف، وكان صديقا " للمنصور، وكانت له مروءة كاملة، وأعقب ولم يطل ذيله. ووجدت عن ثعلب اللغوي، قال: حدثنا ابن الاعرابي قال: كان بين عمر ابن إسماعيل بن عمر بن محمد بن عمر بن علي بن أبي طالب وبين أبي جعفر المنصور مودة.

## الهوامش
1. ↑  د.بكر السامرائي، عمر بن علي بن ابي طالب، مجلة الفكر الاسلامي، بغداد، 1988، ص2.
2. 1 2  
الطبري، ابن جرير. تاريخ الأمم والملوك - ج4. ص. 118. مؤرشف من الأصل في 2019-12-10.
3. ↑  أولاده (عليه السلام). نسخة محفوظة 2020-09-12 على موقع واي باك مشين.
4. ↑  ما هي أسماء الأئمة الاثنا عشر؟. نسخة محفوظة 18 فبراير 2020 على موقع واي باك مشين.
5. ↑  نبذة مختصرة عن الخلفاء الراشدين الأربعة. نسخة محفوظة 14 يونيو 2020 على موقع واي باك مشين.
6. ↑  سنن الترمذي - الترمذي - ج ٣ - الصفحة ٣٣٤. نسخة محفوظة 12 سبتمبر 2020 على موقع واي باك مشين.
7. ↑  المصنف - ابن أبي شيبة الكوفي - ج ٨ - الصفحة ٦١٢. نسخة محفوظة 12 سبتمبر 2020 على موقع واي باك مشين.
8. ↑  مجموعة نفيسة، تاريخ الأئمة، ص 17. نسخة محفوظة 12 سبتمبر 2020 على موقع واي باك مشين.
9. ↑  تاريخ الطبري - الطبري - ج ٤ - الصفحة ١١٩. نسخة محفوظة 2020-09-12 على موقع واي باك مشين.
10. ↑  الحسين في سطور الجزء الأول: دائرة المعارف الحسينية، ص 67. نسخة محفوظة 2020-09-12 على موقع واي باك مشين.
11. ↑  سير أعلام النبلاء - الذهبي - ج ٤ - الصفحة ١٣٤. نسخة محفوظة 12 سبتمبر 2020 على موقع واي باك مشين.
12. ↑  مستدركات علم رجال الحديث - الشيخ علي النمازي الشاهرودي - ج ٦ - الصفحة ١٠١. نسخة محفوظة 4 يونيو 2020 على موقع واي باك مشين.
13. ↑  شبكة كربلاء. نسخة محفوظة 12 سبتمبر 2020 على موقع واي باك مشين.
14. ↑  بحار الأنوار - العلامة المجلسي - ج ٤٢ - الصفحة ٧٥. نسخة محفوظة 12 سبتمبر 2020 على موقع واي باك مشين.
15. 1 2 3  المجدي في أنساب الطالبيين، ص 450 - 451. نسخة محفوظة 12 سبتمبر 2020 على موقع واي باك مشين.
16. ↑  سر السلسلة العلوية - أبي نصر البخاري - الصفحة ٩٧. نسخة محفوظة 28 يناير 2020 على موقع واي باك مشين.
17. ↑  من هما عمر الأطرف وعمر الأشرف؟ وهل هما شخصية واحدة؟. نسخة محفوظة 12 سبتمبر 2020 على موقع واي باك مشين.
18. ↑  المُتخلّفون والمٌلتحقات في ركب الحسين (ع). نسخة محفوظة 12 سبتمبر 2020 على موقع واي باك مشين.
19. ↑  عمر الاطرف. نسخة محفوظة 2020-09-12 على موقع واي باك مشين.
20. 1 2  ناسخ التواريخ (حياة الإمام الحسين عليه السلام)، ج2، ص428. https://mktba.net/library.php?id=8007 نسخة محفوظة 2020-09-12 على موقع واي باك مشين.
21. 1 2  مستدركات علم رجال الحديث النمازي الشاهرودي ج 6 ص 102، الناشر ابن المؤلف، المطبعة حيدري طهران، 1415 هـ
22. 1 2 3 4  الكامل في التاريخ، علي بن أبي الكرم الشيباني؛ ابن الأثير الجزري المتوفى سنة 630 هـ (1407هـ - 1987م). تحقيق: عبد الله القاضي (المحرر). بيروت - لبنان. دار الكتب العلمية. {{استشهاد بكتاب}}: تحقق من التاريخ في: |تاريخ= (مساعدة) وتجاهل المحلل الوسيط |عمل= (مساعدة)صيانة الاستشهاد: أسماء عددية: قائمة المؤلفين (link)
23. 1 2  الحسين في سطور ج1. نسخة محفوظة 2020-09-12 على موقع واي باك مشين.
24. ↑  لقاالقاضي أبي حنيفة النعمان بن محمد التميمي المغربي (المتوفى سنة 363 ه ـ). شرح الأخبار في فضائل الأئمة الأطهار. مؤسسة النشر الاسلامي التابعة لجماعة المدرسين بقم المشرفة. ج. جـ3. ص. 191. مؤرشف من الأصل في 2020-10-29. {{استشهاد بكتاب}}: تجاهل المحلل الوسيط |عمل= (مساعدة)صيانة الاستشهاد: أسماء عددية: قائمة المؤلفين (link)
25. ↑  عبد الله بن علي الرستم الاحسائي. عمرو الاطرف ابن علي بن ابي طالب سيرته ومروياته (PDF) (ط. الأولى 1435 هـ/2014 م). مؤسسة التاريخ العربي: للطباعة والنشر والتوزيع. ص. 11. مؤرشف من الأصل (PDF) في 2017-10-12. {{استشهاد بكتاب}}: تجاهل المحلل الوسيط |عمل= (مساعدة)
26. ↑  علي بن أبي طالب عليه السلام – 1 – نسبه ولقبه. نسخة محفوظة 29 أكتوبر 2020 على موقع واي باك مشين.
27. ↑  تذكرة الخواص: المعروف بتذكرة خواص الامة في خصائص الائمة، ص7. دار الكتب العلمية. نسخة محفوظة 30 أكتوبر 2020 على موقع واي باك مشين.
28. ↑  ما هي اسماء الائمة الاثنا عشر؟ | مركز الإشعاع الإسلامي. نسخة محفوظة 19 سبتمبر 2020 على موقع واي باك مشين.
29. ↑  نبذة مختصرة عن الخلفاء الراشدين الأربعة - إسلام ويب. نسخة محفوظة 29 أكتوبر 2020 على موقع واي باك مشين.
30. ↑  حديث العشرة المبشرين بالجنة - الموسوعة العقدية - الدرر السنية. نسخة محفوظة 29 أكتوبر 2020 على موقع واي باك مشين.
31. ↑  الفصول المهمة في معرفة الأئمة - ابن الصباغ - ج ١ - الصفحة ٦٤٢. نسخة محفوظة 2020-06-08 على موقع واي باك مشين.
32. ↑  معجم أنصار الحسين - الهاشميّون - الجزء الثاني: دائرة المعارف الحسينية، تاليف محمد صادق محمد الكرباسي، ص397. (الكتاب من هنا) نسخة محفوظة 2020-09-12 على موقع واي باك مشين.
33. ↑  سير أعلام النبلاء - الذهبي - ج ٤ - الصفحة ١٣٤. نسخة محفوظة 2018-08-31 على موقع واي باك مشين.
34. ↑  عبد الله بن علي الرستم الاحسائي. عمرو الاطرف ابن علي بن ابي طالب سيرته ومروياته (PDF) (ط. الأولى 1435 هـ/2014 م). مؤسسة التاريخ العربي: للطباعة والنشر والتوزيع. ص. 11 - 12. مؤرشف من الأصل (PDF) في 2017-10-12. {{استشهاد بكتاب}}: تجاهل المحلل الوسيط |عمل= (مساعدة)
35. ↑  المصنف - ابن أبي شيبة الكوفي - ج ٨ - الصفحة ٣٥٧. نسخة محفوظة 2020-09-12 على موقع واي باك مشين.
36. ↑  المصنف - ابن أبي شيبة الكوفي - ج ٨ - الصفحة ٦١٢. نسخة محفوظة 2020-09-12 على موقع واي باك مشين.
37. ↑  تاريخ اليعقوبي - اليعقوبي - ج ٢ - الصفحة ٢١٣. نسخة محفوظة 2020-09-12 على موقع واي باك مشين.
38. ↑  شرح الأخبار - القاضي النعمان المغربي - ج ٣ - الصفحة ١٩١. نسخة محفوظة 2017-07-24 على موقع واي باك مشين.
39. ↑  سنن الترمذي - الترمذي - ج ٣ - الصفحة ٣٣٤. نسخة محفوظة 2020-09-12 على موقع واي باك مشين.
40. ↑  الإمامة والتبصرة - ابن بابويه القمي - الصفحة ٤٢. نسخة محفوظة 2020-09-12 على موقع واي باك مشين.
41. ↑  الإرشاد - الشيخ المفيد - ج ١ - الصفحة ٣٥٤. نسخة محفوظة 2020-02-02 على موقع واي باك مشين.
42. ↑  تاريخ المدينة - ابن شبة النميري - ج ٢ - الصفحة ٧٥٥. نسخة محفوظة 2020-01-19 على موقع واي باك مشين.
43. ↑  تاريخ مدينة دمشق - ابن عساكر - ج ٤٥ - الصفحة ٣٠٤. نسخة محفوظة 2020-09-28 على موقع واي باك مشين.
44. ↑  هل لعلي (عليه السلام) ولد يسمى عمر؟. نسخة محفوظة 2014-05-01 على موقع واي باك مشين.
45. ↑  التسميات ص7.
46. ↑  الانتصار - العاملي - ج ٨ - الصفحة ٣١٣. نسخة محفوظة 2020-09-28 على موقع واي باك مشين.
47. ↑  عمرو الاطرف ابن علي بن ابي طالب سيرته ومروياته، ص19 إلى ص21. نسخة محفوظة 2020-09-28 على موقع واي باك مشين.
48. ↑  د.بكر السامرائي، عمر بن علي بن ابي طالب : هو صاحب الضريح في مزار شريف، مجلة الفكر الاسلامي، بغداد، 1988، ص9
49. ↑  ابن عنبة الحسني، عمدة الطالب في انساب ابي طالب، ص 303
50. ↑  عبد الرزاق كمونة، موارد الاتحاف في تاريخ الاشراف، ص 76
51. ↑  ابن عنبة الحسني، كتاب الفصول الفخرية، ص 35
52. 1 2  أصول التاريخ والأدب، مصطفى جواد، مخطوط المجمع العلمي العراقي، المجلد 34، ص 431
53. ↑  عمدة الطالب لابن عنبة ط بمبي ص328
54. ↑  عمدة الطالب في أنساب آل أبي طالب : لا بن عنبة ص 272، انتشارات مكتبة السيد المرعشي (قده) - ايران، قم
55. ↑  تاريخ خليفة بن خياط : خليفة بن خياط العصفري ص 203، منشورات دار الفكر – بيروت 1992 م، 1414 هـ .
56. ↑  تاريخ الثقات للعجلي ص 260، رقم الترجمة 1243، دار الكتب العلمية – بيروت 2007 م .
57. 1 2  تاريخ الثقات : ص 360 ترجمة رقم 1243 طبعة دار الكتب العلمية – بيروت
58. 1 2  عمر بن علي بن أبي طالب الحقيقة والأسطورة، د. جمال الدين فالح الكيلاني، الفكر الحر، بغداد 2008.
59. ↑  دلائل الامامة محمد بن جرير الطبري ص 148، باب مناقب السيدة فاطمة الزهراء (ع)، مؤسسة البعثة – ايران – قم .
60. ↑  موسوعة احاديث أهل البيت (عليهم السلام )، تأليف الشيخ هادي النجفي ج 4 ص 102 الناشر دار احياء التراث العربي – بيروت – لبنان 1422 هـ - 2002 م
61. ↑  "معلومات الراوي - عمر بن علي بن أبي طالب". موسوعة الحديث. مؤرشف من الأصل في 2021-11-20.
62. ↑  ابن عساكر (1995). تاريخ دمشق. دار الفكر. ج. 45. ص. 303.
63. ↑  دلائل الامامة محمد بن جرير الطبري ص 148، باب مناقب السيدة فاطمة الزهراء (ع)، مؤسسة البعثة – ايران – قم .
64. ↑  أنساب العلويين : السيد شهاب الدين النجفى المرعشى المتوفى سنة 1411 للهجرة . موجود في مكتبته العامة بقم .
65. ↑  تهذيب الانساب ونهاية الاعقاب ابي الحسن بن محمد بن أبي جعفر العبيدلي النسابة المتوفي عام 449 هـ، ص 33 الناشر مكتبة آية الله السيد المرعشي قم – ايران، نسب قريش لمصعب الزبيري ص 42 الناشر انتشارات الحيدرية – قم – ايران عام 1427 هـ
66. ↑  survey of the Afghan people – Afghanistan in 2006“, The Asia Foundation, unterstützt durch U.S. Agency for International Development, Befragungen durchgeführt von Afghan Center for Socio-economic and Opinion Research (ACSOR), Kabul, 2006
67. ↑  د.بكر السامرائي، عمر بن علي بن ابي طالب، مجلة الفكر الاسلامي، بغداد، 1988، ص231.
68. ↑  
الذهبي، محمد بن أحمد بن عثمان. سير أعلام النبلاء - ج4. ص. 134. مؤرشف من الأصل في 2018-10-15.
69. ↑  المجـدي في أنساب الطالبيين تأليف النسابة علي بن أبي الغنائم العمري تحقيق الشيخ أحمد المهدوي الدامغاني نشر: مكتبة المرعشي النجفي العامة - قم طبع: مطبعة سيد الشهداء تاريخ الطبع: 1409 هـ‍ ق، الطبعة: الاولى-باب ذرية عمر بن علي
70. ↑  - لاحظ: الطبقات الكبرى -ابن سعد- ج5 / ص118، تاريخ مدينة دمشق -ابن عساكر- ج52 / ص132، ج58 / ص237، أنساب الأشراف- البلاذري- ج6 / ص439، المعارف -ابن قتيبة- ص401، تاريخ اليعقوبي ج2 / ص263، تاريخ الطبري -الطبري- ج4 / ص567، مروج الذهب -المسعودي- ج3 / ص99، تجارب الأمم -ابن مسكويه الرازي- ج2 / ص207، الكامل في التاريخ -ابن الأثير- ج4 / ص72.